# مرض الجعد

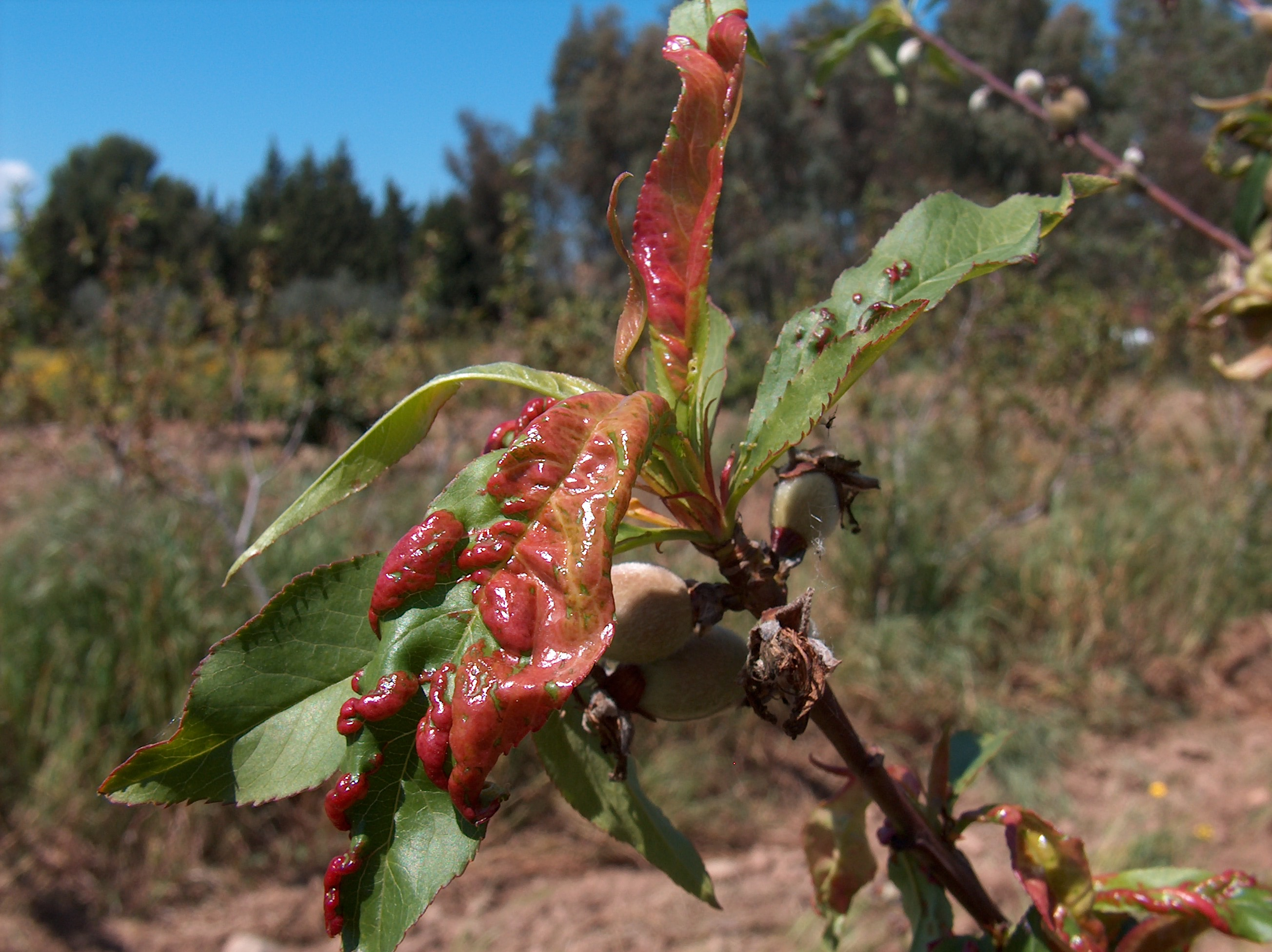
مرض الجَعْدَة

الجَعْدة أو مرض الجَعْد مرض نباتي يتميز بتشويه الأوراق وتلوينها ويسببه فطر مجعدة الدراقن واللوز، الذي يصيب أشجار الخوخ والنِّكتَرِين واللوز. وُجِدَت مجعدة الدراقن واللوز في كل من الولايات المتحدة وأوروبا وآسيا وأفريقيا وأستراليا ونيوزيلندا. يقلل تجعيد أوراق الخوخ من كم الأوراق والفاكهة التي تنتجها أشجار الخوخ والنكتارين.